# XEphem
XEphem – program astronomiczny dla systemów uniksowych. Posiada funkcje np. wykreślania map nieba, generowania wykresów, obliczania efemeryd, symulacji zjawisk astronomicznych.